# Geroldo della Marca Orientale
Geroldo (... – 832) fu conte, missus domicus e prefetto (marchese) della Marca Orientale dall'811 fino alla sua morte.
Nell'811 Carlo Magno lo nominò prefetto della Marca Orientale, carica che poco dopo gli fu riconfermata da Ludovico il Pio. Nell'825 il khan bulgaro Omurtag minacciò i Franchi di guerra, ma il margravio del Friuli Balderico e lo stesso Geroldo, ai quali era affidata la difesa del confine orientale, sottovalutarono il pericolo. Ma nell'827 i bulgari invasero e conquistarono la Marca di Pannonia e parte dei territori a nord di esso e nell'829 nominarono Ratimir duca della Bassa Pannonia. Nell'828 Balderico del Friuli venne rimosso dalla sua posizione da Ludovico il Pio, divenendo il capro espiatorio della sconfitta militare, mentre Geroldo riuscì a conservare la propria posizione in virtù del proprio rapporto di parentela con l'imperatore. Tuttavia, Geroldo non conservo la sua posizione a lungo, poiché fu sostituito da Ratbod già nell'833 in qualità di prefetto della marca orientale.